# Hideyuki Nagashima
Hideyuki Nagashima (n. 27 mai 1953, Ashikaga, Japonia) este un luptător ce a reprezentat Japonia, medaliat olimpic. A participat la o ediție a Jocurilor Olimpice (1984) în care a câștigat o medalie de argint.

## Participări
Lista de mai jos prezintă principalele competiții la care a participat Hideyuki Nagashima de-a lungul carierei.
- wrestling at the 1984 Summer Olympics – men's freestyle 82 kg[*]